# STARHORSE4
『STARHORSE4』（スターホース4）は、2019年11月20日より稼働を開始した、セガ フェイブ（2020年3月まではセガ・インタラクティブ、2020年4月から2024年3月まではセガ）の競馬メダルゲームである。8年ぶりとなる『STARHORSE』シリーズの最新作。

## 概要
- 2019年11月20日に稼働を開始。2011年稼働開始の『STARHORSE3』以来となる『STARHORSE』シリーズのモデルチェンジ版による新作となった。
- 筐体はSTARHORSE3筐体の使いまわし（一部リニューアル）、または新規筐体の設置となる。センターモニターも同様で、一部の小型モニター筐体はSTARHORSE3時代のものを使いまわせる。画面両脇のボタンは引き続き存在し、ある場面下で使用することがある。
- JRAおよび一部の地方競馬並びに一部の海外競馬や架空の競馬場をCGで忠実に再現している。
- 本作はメダル投入口がなく、専用の電子メダルを利用するために、MESTAという専用の電子メダル貸出機に事前登録が必要となる。電子メダルを採用したメダルゲームは本作が初となる[2]。メダルゲーム用のメダルを使用していたSTARHORSE3ではSTARHORSE3用のレートによってメダルの価値が崩壊し、周辺のメダルゲームにも経済的な被害を与えるリスクがあったための対処策ともいえる。4稼働直後のメダル200枚配布以外では無償でMESTA用メダルは一切配布されていないため、新規でプレイする場合はメダル貸し出しの最低額である1000円以上の課金が必須。
- サテライトも一新され、電動リクライニングシート・電動フットレスト・別サテライトと会話可能なボイスチャット機能・USBチャージングポートなどを装備。リクライニング角度並びにフットレスト角度はAimeに記録することが可能[2]。
- 『STARHORSE』シリーズとしては初めて、現役馬によるリアルタイム他店舗対戦が可能となった[2]。
- 『STARHORSE PROGRESS』にあった「三冠プログレッシブ」が復活した[2]。
- 実況はこれまでの『STARHORSE』シリーズと変わらず杉本清が引き続き担当している。
- 馬・騎手の名前は一部の引退した人物も含めて実名で登場する（一部外国人騎手を除く。外国人騎手で実名なのはミルコ・デムーロとクリストフ・ルメールのJRA所属騎手の他には、以前から実名で出ていたオリビエ・ペリエと本作より新たに追加されたミカエル・ミシェルの4人のみ。外国人騎手の架空名の元ネタ例：ランフランコ・デットーリ→L.デットー、レスター・ピゴット→L.ピガット、クリスチャン・デムーロ→C.ドマーロ、ライアン・ムーア→R.メーアなど）。

## ベットタイムBGM
- ドバイワールドカップなどのメイダン競馬場でのレース
  - 「『軽騎兵』序曲」 作曲：フランツ・フォン・スッペ
- キングジョージ6世&クイーンエリザベスステークスなどのアスコット競馬場でのレース
  - 「威風堂々 (行進曲)」 作曲：エドワード・エルガー
- 凱旋門賞などのパリロンシャン競馬場でのレース
  - 「ボレロ」 作曲：モーリス・ラヴェル
- 香港スプリント・香港カップなどのシャティン競馬場でのレース
  - 「ウィリアム・テル序曲」 作曲：ジョアキーノ・ロッシーニ
- WBC LONG
  - 「The Final Countdown」作詞・作曲：ジョーイ・テンペスト

- WBC ICE
  - 「ドクターXのテーマ」作曲：沢田完
- WBC CRASSIC
  - 「Take Five」作詞・作曲：ポール・デスモンド
- WBC DIRT
  - 「Friday Night Fantasy」作曲：ピエール・ポルト
- SWBC
  - 「Time To Say Goodbye」作詞・作曲：フランチェスコ・サルトーリ、ルーチョ・クアラントット
- SKY TURF
  - 「What A Wonderful World」作詞・作曲：ジョージ・ダグラス、ジョージ・デヴィッド・ワイス
- GRAND MASTERS
  - 「My Heart Will Go On」作詞・作曲：ジェームズ・ホーナー、ウィル・ジェニングス